# Esteban Echeverría (partido)
Esteban Echeverría (Partido de Esteban Echeverría) is een partido in de Argentijnse provincie Buenos Aires. Het bestuurlijke gebied telt 243.974 inwoners in 2001. Tussen 1991 en 2001 daalde het inwoneraantal met 11,54 %.

## Plaatsen in partido Esteban Echeverría
- Canning
- El Jagüel
- Luis Guillón
- Monte Grande
- Nueve de Abril
- Zona Aeropuerto Internacional Ezeiza